# Màquina de Gramme

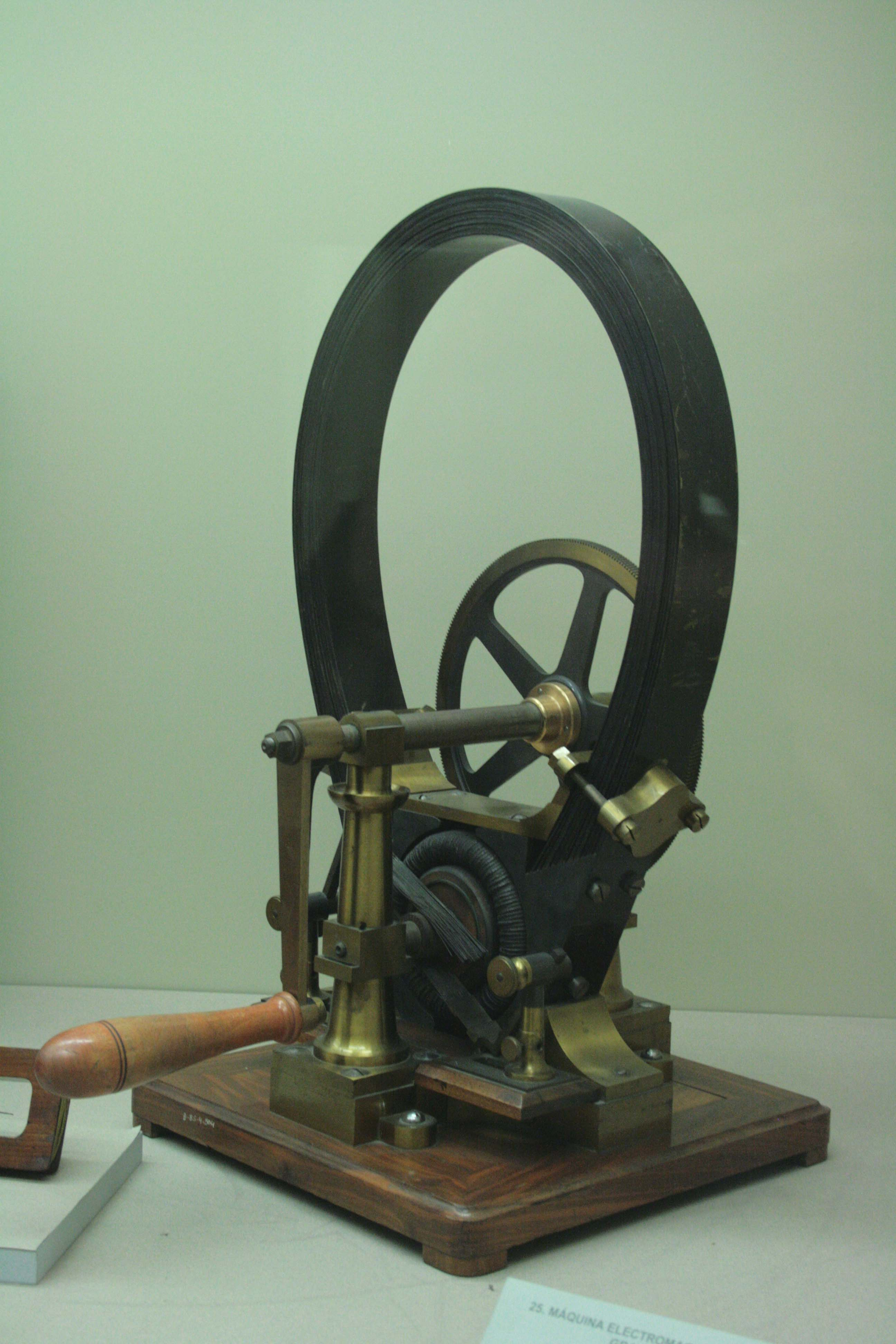
Màquina Gramme de demostració

La màquina de Gramme, també coneguda com a dinamo de Gramme, fou el primer generador d'energia elèctrica que produïa un flux constant de corrent continu en quantitat suficient per a ser aprofitada comercialment. El 1870 Zénobe-Théophile Gramme patentà l'induït o armadura en forma d'anell i el debanat de fil conductor aïllat de l'induït formant una única bobina (coneguda com a Anella de Gramme), i el presentà a l'Acadèmia Francesa de les Ciències el 17 de juliol de 1871. El 1872 Gramme ja patentà una màquina sencera que combinava l'ús de l'armadura en anell, escombretes en fil per captar el corrent de l'armadura i l'excitació del camp magnètic a través d'un imant. L'aparell es va dissenyar en un temps on s'experimentaven molts dissenys diferents i es produïa una forta innovació en el camp de les màquines elèctriques, resultant en una millora de les seves prestacions i una reducció del seu cost de producció.

## Antecedents

### Els disc de Faraday
Durant 1831 i 1832 Michael Faraday va descobrir que un conductor elèctric movent-se en un camp magnètic generava un diferencial de potencial. A partir d'aquí va construir el primer generador electromagnètic, el disc de Faraday. Es tractava d'un generador d'un sol pol, i consistia en un disc de coure que generava un petit corrent continu quan girava entre els extrems d'un imant amb forma de ferradura. Era una demostració empírica de la possibilitat de generar energia elèctrica mitjançant el magnetisme.

### La dinamo de Pixii
El 1832 Hippolyte Pixii va crear el primer generador elèctric basat en els principis de Faraday. El camp magnètic es creava a partir d'un imant permanent que girava accionat per una maneta. Quan l'imant girava els seus pols nord i sud passaven arran d'un parell de bobines de nucli de ferro. Pixii va descobrir que l'imant giratori produïa un pols de corrent en el cable cada vegada que un dels pols passava al costat de la bobina; cada pol de l'imant induïa un corrent en sentit contrari, és a dir, un corrent altern. Afegint a l'esquema un commutador elèctric situat en el mateix eix de gir de l'imant permetia convertir el corrent altern en corrent continu.

### L'anell de Pacinotti
Tant els dissenys de Faraday com els de Pixxi patien d'un problema comú, que era que el corrent només es generava quan els pols N i S de l'imant passaven prop de l'induït (la bobina), creant pics sobtats de corrent i sense generar res entre els pics. Antonio Pacinotti va resoldre aquesta qüestió el 1864; va fer un generador en el qual l'imant estigués fixe i no girés, i en el seu lloc ho fes la bobina situada sobre els dos pols de l'imant. La forma de la bobina va passar a ser toriodal, en forma d'anell. D'aquesta forma es suavitzaven les variacions de corrent que generava la bobina, perquè una gran part de la bobina estava sempre dintre del flux magnètic de l'imant.
La bobina toriodal d'Antonio Pacinotti fou adoptada per a les dinamos de Gramme, Siemens i Edison. Antonio Pacinotti també va apuntar que el seu aparell podia ser reversible, podent actuar de motor si era alimentat per un corrent.

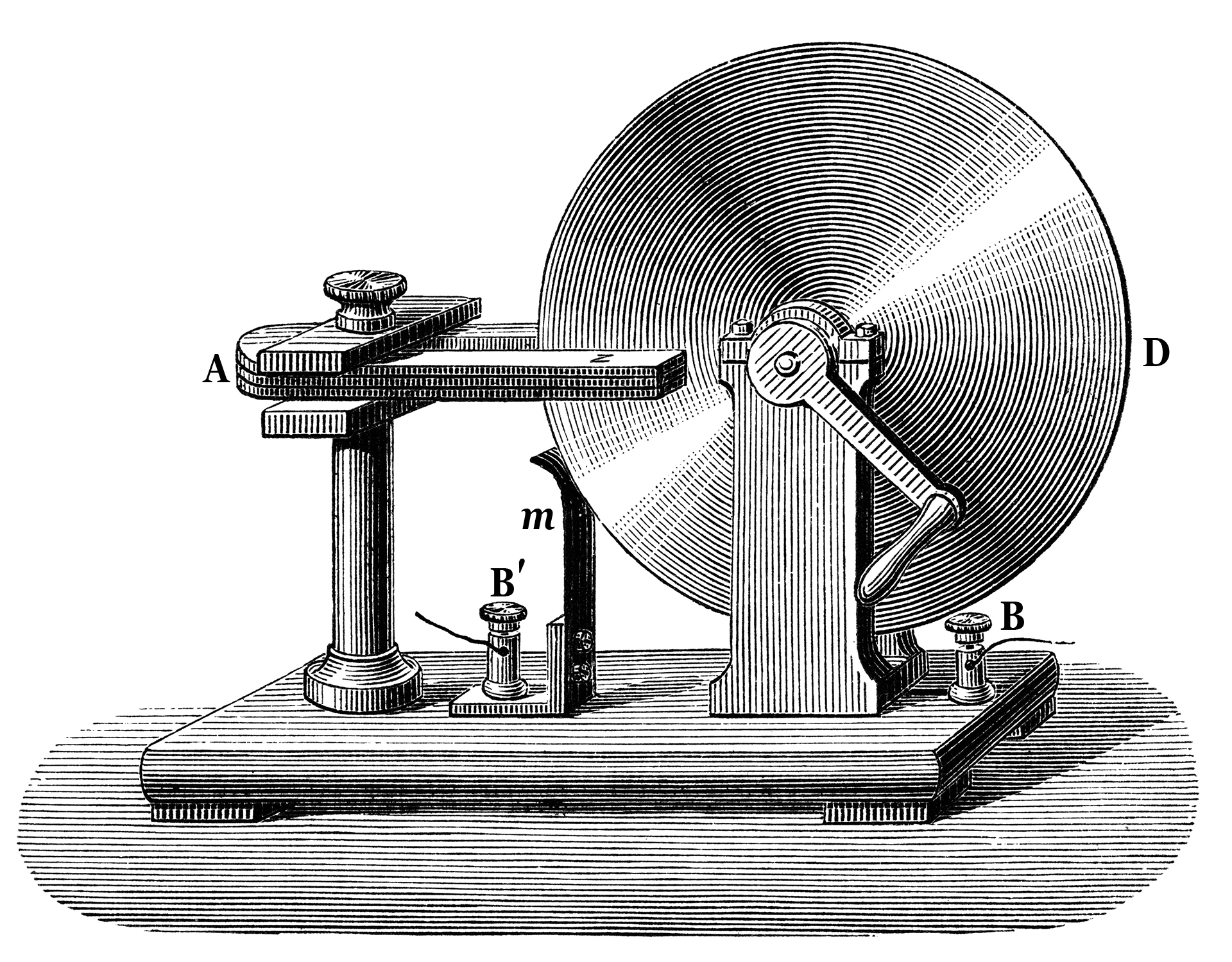
Disc de Faraday
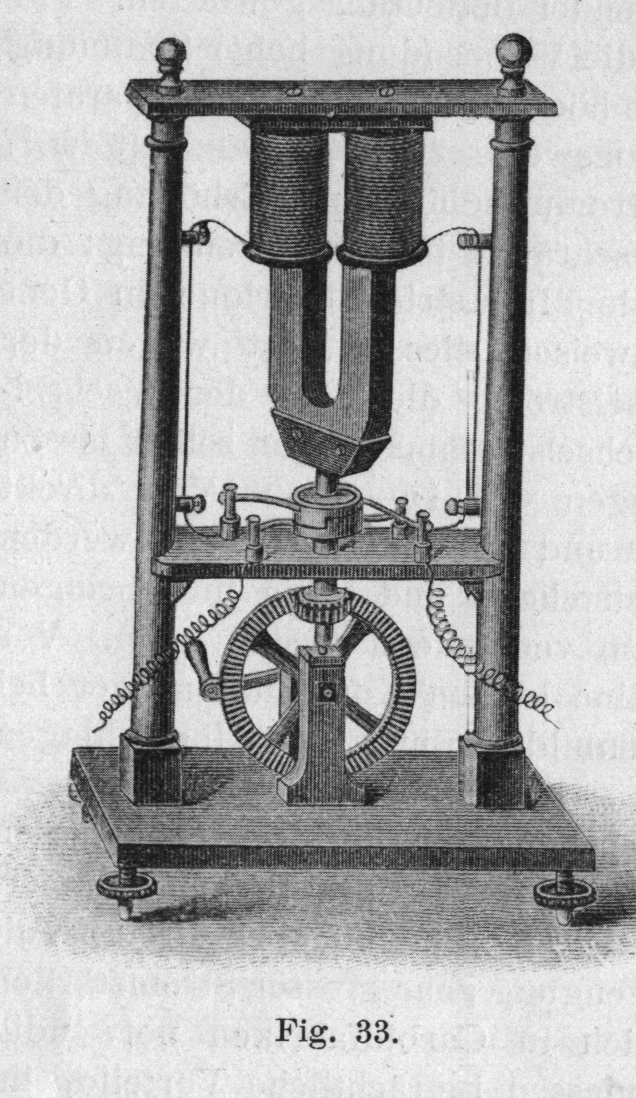
Generador de Pixii
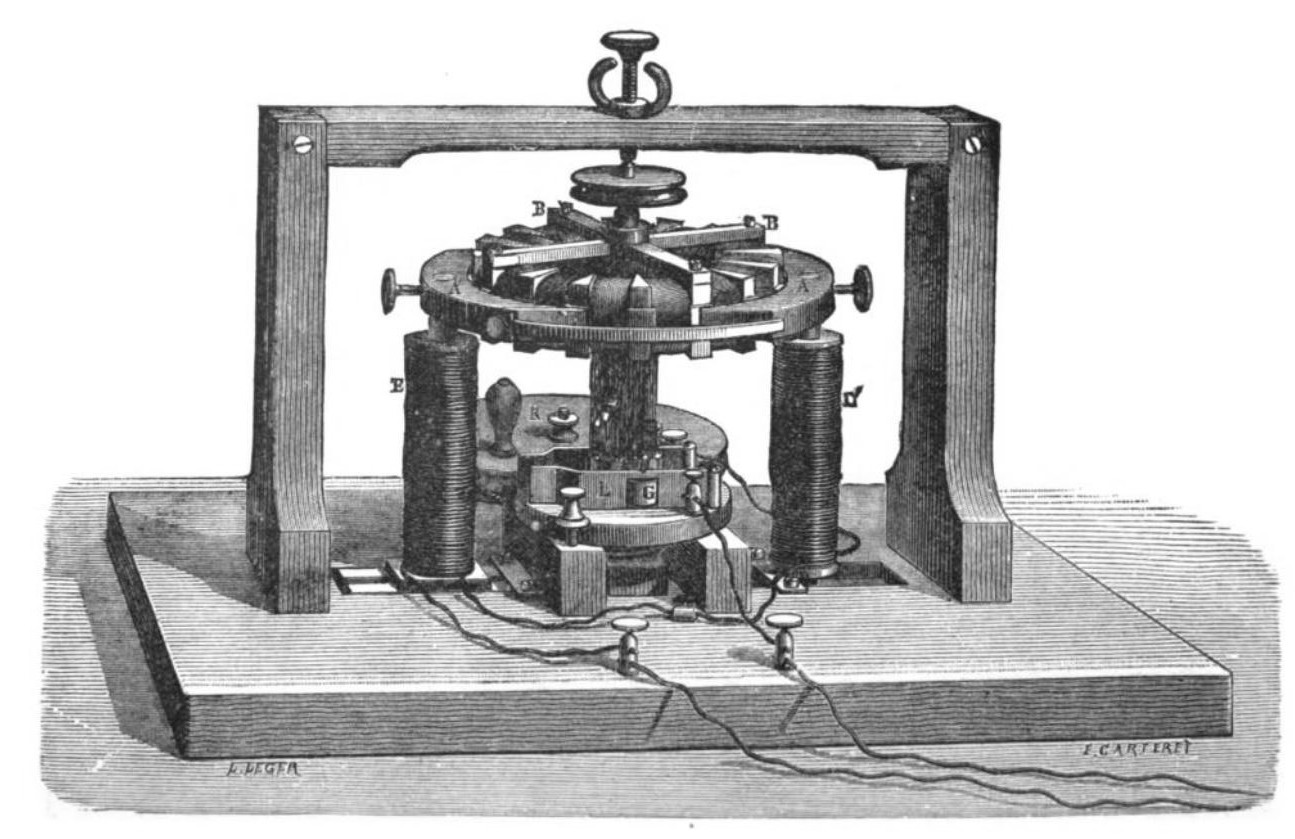
Dinamo de Pacinotti

## Innovació
La principal innovació de la màquina de Gramme era que l'armadura o induït de la màquina estava formada per una bobina continua al voltant d'un anell, arranjada en seccions simètriques separades a poca distància unes de les altres. La forma de la bobina així com la seva ubicació entre els pols assegurava un flux constant de corrent elèctric. Fins a la data, l'electricitat produïda pels generadors tenia uns pols molt marcats, que la feien poc útil per a la il·luminació o la força, obligant a usar piles com a font d'electricitat. Addicionalment, l'ús d'electroimants per crear el camp magnètic inductor també permeté augmentar la potència de les màquines. Les innovacions de Gramme van ampliar els usos de l'electricitat, impulsant de forma decisiva la segona revolució industrial.
L'aparició de la màquina de Gramme va fer palès el problema de la divisió de la llum elèctrica, que consistia en la dificultat de tenir encesos alhora diversos punts de llum en un únic circuit. La solució a aquest nou problema va fer evolucionar encara més la naixent tecnologia amb la invenció de les bombetes amb filament incandescent.
El cablejat en bobina per l'induït o armadura de les màquines Gramme, tot i ser molt usat a les màquines elèctriques del segle xix, fou utilitzat fins aproximadament el 1893, essent substituït per l'induït de tambor, més eficient.

## Components

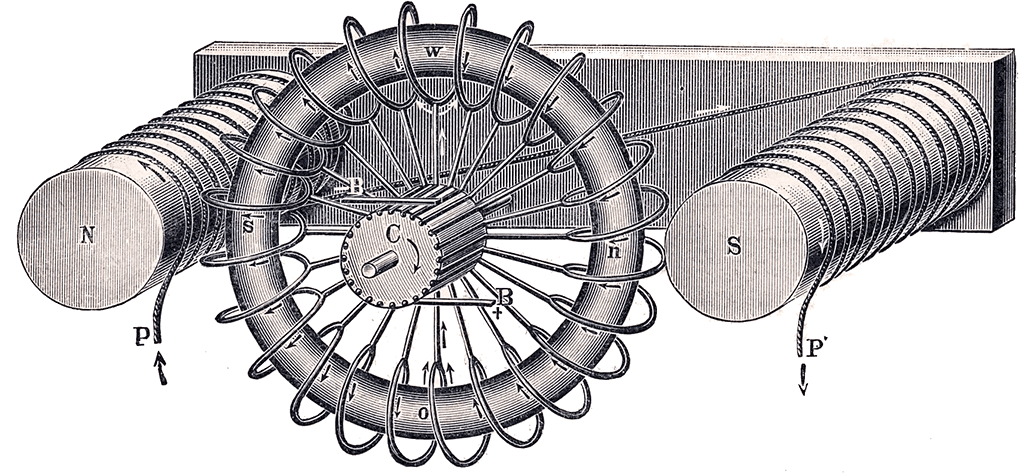
Induït en forma d'anell i debanat en bobina. Electroimants de l'inductor alimentats per P i P'. Escombretes B+ i B- actuant sobre les delgues

La màquina de Gramme estava dissenyada com a dinamo, transformant energia cinètica en força electromotriu, i com altres màquines similars estava formada per tres parts principals:

### Inductor
Produeix un camp magnètic. En les primeres versions l'inductor estava format per un imant permanent de ferradura, els pols N i S del qual estaven col·locats de forma fixa als dos extrems de l'induït, fent que el seu flux magnètic el travessés. En versions posteriors estava format per dos electroimants, col·locats un front de l'altre amb l'induït entre els dos pols. L'ús d'electroimants proporcionava un voltatge superior perquè l'inductor desenvolupés un camp magnètic més fort.

### Induït
L'induït de la màquina Gramme és la part mòbil i estava compost per un anell llis, al voltant de la superfície del qual hi havia enrotllat un fil conductor aïllat, formant diverses bobines connectades en sèrie disposades simètricament. Cada bobina estava connectada a una delga del commutador. L'anell era una bobina circular de filferro de ferro dolç, i en les primeres versions estava muntat sobre un cilindre de fusta de boix, caracteritzada per la seva duresa, amb un eix al mig. En les versions de demostració l'eix girava a través d'uns engranatges accionats manualment.

### Commutador
La seva funció era transformar el corrent altern, és a dir, amb canvi de polaritat, en corrent continu, que tingui sempre la mateixa polaritat. Sobre cada delga girant lliscaven dues escombretes de coure. Aquest conjunt rectificava el corrent altern generat en l'induït de la màquina en corrent continu i el transmetia cap al circuit exterior.

## Principi de funcionament
Els següents gràfics mostren com el fet de tenir diverses bobines en l'induït de l'anell provocava que la forma d'ona de la tensió de sortida resultant sigui pràcticament constant, produint un subministrament de corrent continu.

Anell amb un pol i una bobina

El gràfic mostra el corrent produït per una hipotètica màquina de Gramme unipolar amb una única bobina, a mesura que l'anell fa una revolució.

Anell amb un pol i dues bobines

Un anell amb un pol i dues bobines. La segona bobina en el costat oposat de l'anell està cablejada en paral·lel amb la primera. Atès que la bobina inferior està oposada a la bobina superior, si les escombretes del commutadors es connecten a un circuit exterior circularà un corrent per aquest, encara que les dues bobines estiguin sotmeses al mateix camp magnètic.

Anell bipolar de quatre bobines

Un anell de Gramme de dos pols i quatre bobines. Les bobines de A i A' es sumen juntes, igual que les bobines de B i B', produint dos pulsos de potència 90° fora de fase entre si. Quant les bobines A i A' produeixen la màxima sortida, les bobines B i B' tenen la producció a zero.

Anell tripolar de sis bobines

Un anell de Gramme de tres pols i sis bobines, amb la gràfica dels tres pols combinats, cadascun a 120º fora de fase entre si i sumant junts.

## Màquina reversible

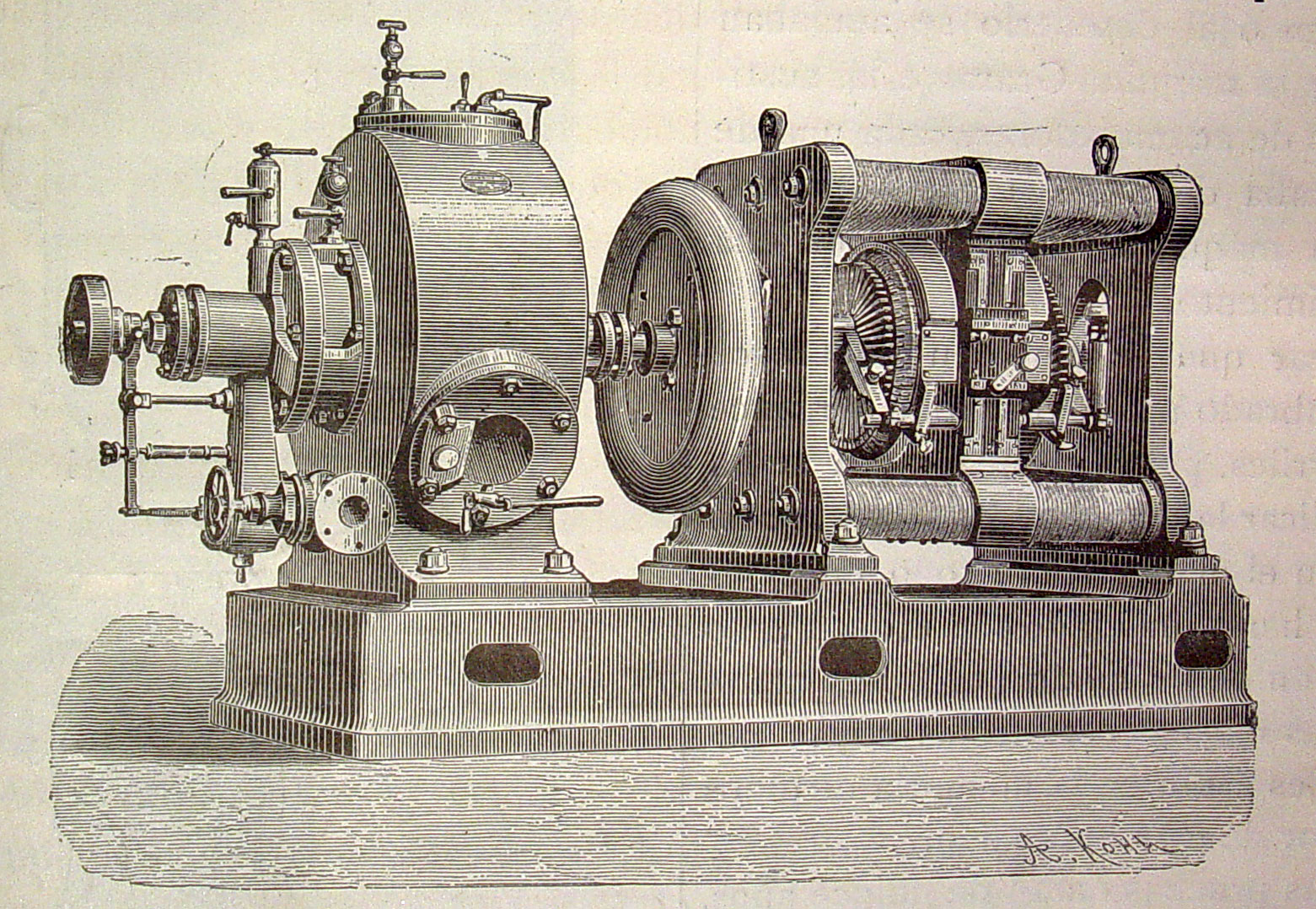
Máquina Gramme (dreta) impulsada per un motor Brotherhood

Es diu que durant una demostració a l'Exposició Universal de Viena de 1873, el soci de Gramme, Hippolyte Fontaine, va connectar sense cura els terminals d'una màquina Gramme a una altra dinamo que estava produint electricitat, i l'eix de la màquina Gramme va començar a girar. Aquest feia palès que una màquina Gramme podria actuar com un motor elèctric, si se subministrava amb una font d'alimentació de voltatge constant. És una història afortunada, però cal saber que quaranta anys abans, el 1833 l'alemany Heinrich Lenz va publicar un article científic sobre la reversibilitat dels motors i generadors elèctrics.
La màquina de Gramme es fabricava en diversos models. Un model de baix voltatge per usos electrometal·lúrgics i un altre d'alt voltatge per alimentar arcs voltaics. El primer model pesava uns 750 quilograms, s'alçava 1,3 metres del terra i ocupava una superfície de 0,8 metres quadrats. Produïa un HP a 300 revolucions per minut i es deia que la dinamo generava electricitat amb un 40% d'eficiència.
El segon model produïa molta més energia, requerint 4 HP i operava amb un 50% d'eficiència. Pesava quasi una tona. També es va fabricar un model més petit, tipus taller, el pes del qual era d'uns 183 quilograms.

## Beneficis i inconvenients

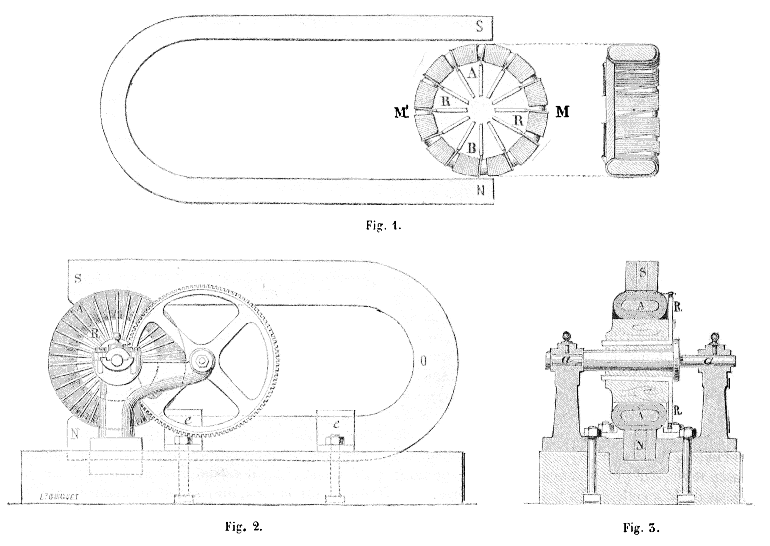
Esquema bàsic d'una màquina Gramme

### Beneficis
La màquina Gramme va representar un important salt qualitatiu en l'aprofitament de l'electricitat per a usos industrials. Els beneficis més rellevants eren els següents:
- Demostrava que l'electricitat produïda per la màquina Gramme podria ser tramesa a distància i accionar una altra màquina Gramme fent de motor elèctric.[14] Fins aleshores es pensava que els motors elèctrics només podien ser alimentats per bateries, però amb la màquina Gramme es demostrava que també podien ser alimentats per dinamos. I els mètodes alternatius per transmetre força de forma mecànica (eixos, politges) eren molt inferiors. En l'Exposició Internacional Elèctrica de Múnic de 1882 es va fer la primera demostració de transmissió d'electricitat a llarga distància. Es va instal·lar una màquina de Gramme a Miesbach activada per una màquina de vapor i un motor de corrent continu a Múnic, a 57 quilòmetres de distància. La potència de sortida a Miesbach era de 1,5 HP, i la d'arribada a Múnic només de 0,4 HP, però suficient per moure aigua en un circuit tancat i crear un salt d'aigua artificial al Palau de Vidre de Múnic, seu de l'Exposició.

- El corrent estable, sense polsos, que produïa era molt adequat per alimentar qualsevol dispositiu elèctric, especialment les làmpades d'arc que a partir de 1870 es van començar a instal·lar per a la il·luminació.[14]

- El fet que el camp magnètic de l'inductor fos generat per electroimants alimentats pel mateix generador (auto-excitats) en lloc dels tradicionals imants permanents de ferradura permetia que la massa i el preu dels generadors Gramme fossin només una dècima part o menys que la dels magneto-generadors tradicionals. Una màquina magneto-elèctrica, amb imants permanents com el generador Malderen-Nollet, pesava 3 tones i produïa una potència de 2-3 kilowatts, mentre que una màquina de Gramme amb electroimants en produïa entre 20 i 30.[15]

### Inconvenients
El sei disseny poc eficient va provocar que no pugés ser adoptat en màquines més evolucionades. Els problemes principals eres dos:
- Una de les causes principals de ineficiència va ser que només una part del fil conductor de les bobines estava exposat als camps magnètics de l'imant. Si bé el disseny dels pols de l'imant va anar evolucionant per ajustar-se al voltant de l'anell induït, només la part exterior de les bobines tallava el camp magnètic. El fil dels costats i l'interior de l'anell estaven fora de la zona efectiva del camp. Addicionalment cal tenir en compte que la màxima eficiència només s'assoleix quan el fil conductor és paral·lel a les línies de flux del camp magnètic.

- Una altra debilitat era la tendència a retenir calor a l'armadura [a]. El bobinat continu actuava com una capa aïllant que retardava el refredament del nucli de l'armadura. Un escalfament excessiu de l'armadura provocava una caiguda de l'eficiència en la generació d'electricitat.

## Impacte en el mercat
El que va permetre que la màquina de Gramme hagi estat més coneguda que altres invencions anteriors és que les seves característiques i l'empenta de Gramme permeteren que pugés ser explotada comercialment amb èxit. El 1871 Zénobe-Théophile Gramme va constituí l'empresa Société des Machines Magnéto-Électriques Gramme per a la seva fabricació. Les màquines Gramme eren connectades a màquines a vapor que feien girar l'eix de l'induït, produint energia elèctrica. En els anys posteriors a la seva presentació, les màquines de Gramme van estar en una forta competència amb les màquines de Siemens.
L'any 1874 la Société des Machines Magnéto-Électriques Gramme va vendre 4 màquines, el 1875 en va vendre 12, el 1876, 85; el 1877, 350; per la meitat de 1878, 500; i el 1879, per sobre les 1.000 unitats.

## La màquina de Gramme a Catalunya

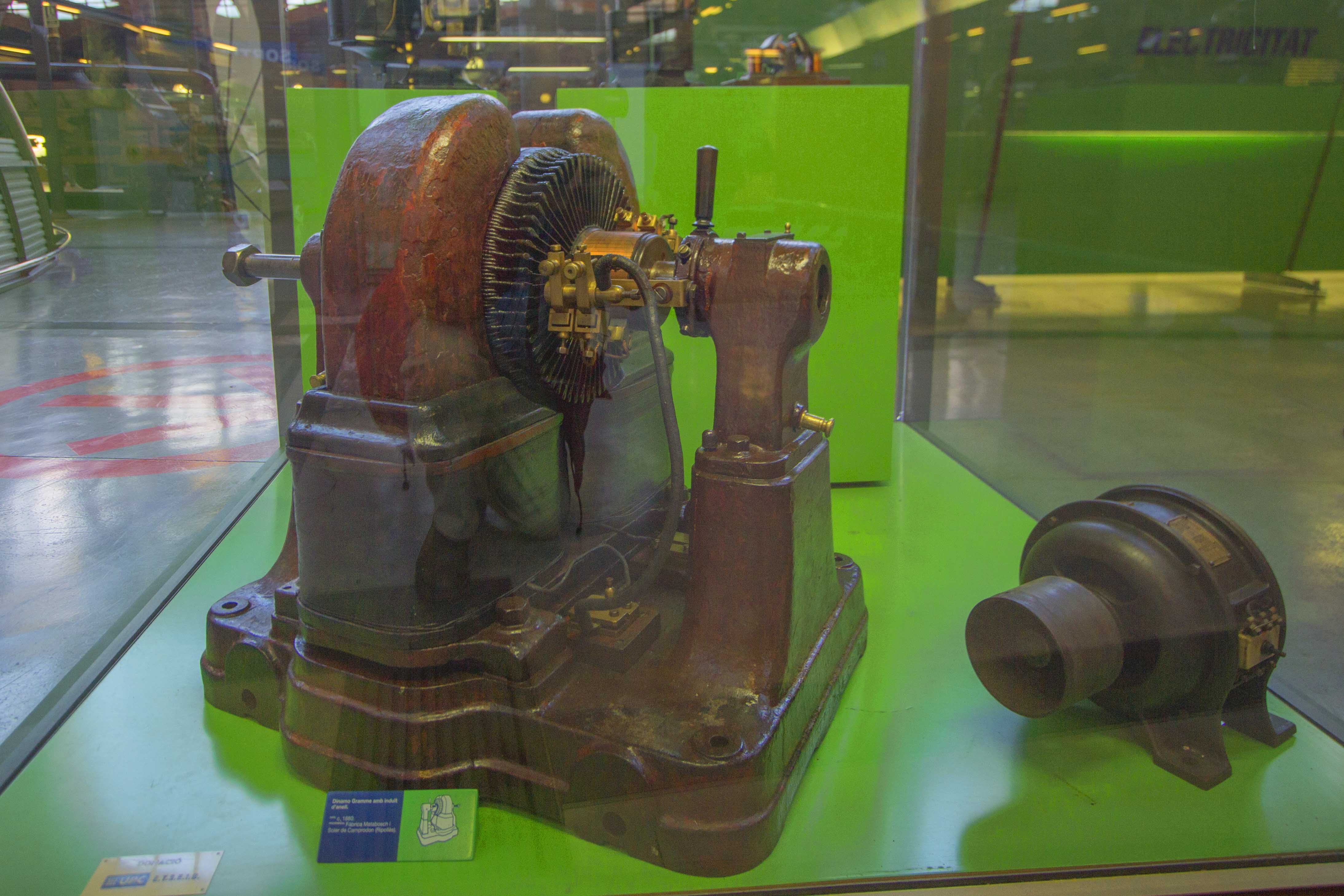
Màquina Gramme exposada al MNACTEC, a Terrassa

Ramon de Manjarrés i de Bofarull, director de l'Escola d'Enginyers Industrials de Barcelona, va visitar l'Exposició Universal de Viena de 1873 i allà va advertir les possibilitats de la màquina de Gramme. A proposta seva, l'Escola va decidir importar-ne una pel laboratori de Física Industrial. L'adquisició es feu a través de l'empresa de Francesc Dalmau i Faura. Prèviament Francesc Dalmau i el seu fill Tomàs van fer un viatge d'estudi a França i Anglaterra en el mes l'abril de 1874 per comprovar personalment les possibilitats que oferia l'invent i visitar diferents instal·lacions recentment efectuades, i entrevistar-se amb enginyers i tècnics. Finalment la dinamo va arribar el 1874 i a l'any següent es va adquirir una segona més potent.
A partir d'aquí es va començar a fer proves, primer col·locant un focus en un vaixell de guerra espanyol, per passar a fer proves més constructives amb un sistema d'enllumenat elèctric per a les fàbriques Xocolates Juncosa i Batlló Germans, i posteriorment usat de manera definitiva el 1875 per a la factoria de La Maquinista Terrestre i Marítima. El resultat dels assajos van ser tan positius que al maig de l'any 1876 Tomàs Dalmau es decidí a adquirir la patent Gramme per cinc anys i inicià la fabricació de dinamos, que tindria continuïtat a partir de 1881 en l'empresa fundada per Tomàs Dalmau amb altres socis, la Societat Espanyola d'Electricitat.
El Museu de la Ciència i de la Tècnica de Catalunya a Terrassa n'exhibeix una, construïda per la Société des Machines Magnéto-Électriques Gramme, donada per la Universitat Politècnica de Catalunya. Fou Inicialment adquirida el 1880 per la fàbrica Matabosch i Soler, de Camprodon, al Ripollès.